# Amphixystis hapsimacha
Amphixystis hapsimacha är en fjärilsart som beskrevs av Edward Meyrick 1901. Amphixystis hapsimacha ingår i släktet Amphixystis och familjen äkta malar. Inga underarter finns listade i Catalogue of Life.